# Ahlen

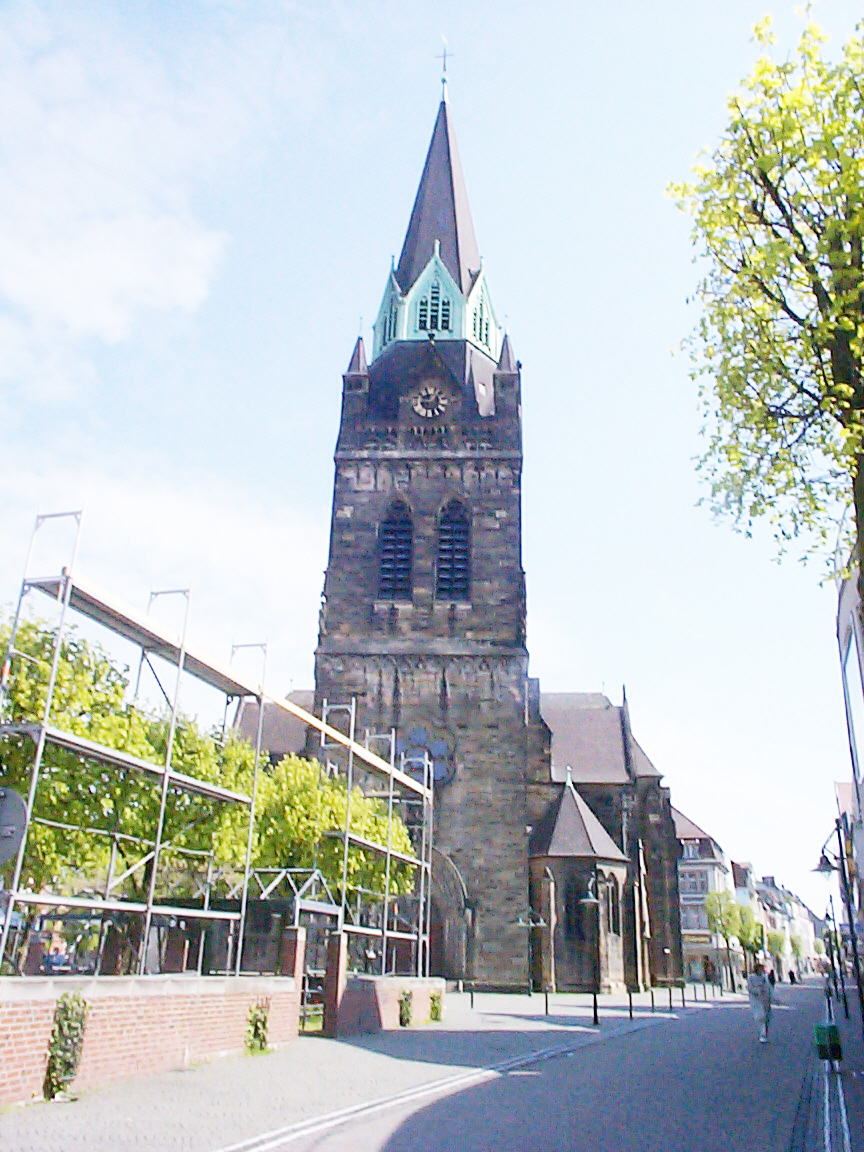
Ahlen

Ahlen [ˈaːlən] este un oraș amplasat în Districtul Warendorf, în Nordrhein-Westfalen, Germania. Este situat la aproximativ 10 km nord-est de Hamm.